# 稲葉正利
稲葉 正利（いなば まさとし）は、江戸時代前期の武士。徳川忠長の家臣。稲葉正成の五男。

## 生涯
慶長8年（1603年）、岡山藩主・小早川秀秋に仕えた稲葉正成と、継室の福（後の春日局）の間に生まれる。前年に小早川家は無嗣改易となっており、正利の誕生時は父は浪人であった。慶長9年（1604年）、母は徳川家光の乳母に採用され父母は離縁するが、後に父も徳川家康に召し出される。正利は徳川家光の弟・忠長に付けられた。
主君・忠長が寛永9年（1632年）10月、不行跡のため兄・家光により除封、上野国高崎へ流され、家臣も連座として処分を受けることとなった。翌10年（1633年）12月に忠長が自害させられたのち、寛永11年（1634年）3月、正利は身柄を高崎から肥後国へと移され、細川忠利の預かりとされた。なお、配流先として肥後国が選ばれたことは、母・春日局と兄・正勝が細川忠利の承諾を得たことによるが、家光も内々には了解していた模様である。他にも忠利は春日局と縁戚関係にあり、正勝とは親友同士ということもあった。
正利は、用人1人、小姓1人、武家奉公人6人及び、世話係として商人の惣兵衛を伴って肥後へ移された。当初は菊池郡（現菊池市）隈府に置かれて過ごしたが、寛永12年（1635年）春、肥後国内を自由に歩けるよう要望し断わられている。この頃から様々な不行跡を働き、度々忠利より諌められたが、春日局らとの関係上、丁重に扱われた。寛永14年（1637年）春に、独断で熊本城下へ出かけており、以後は熊本に置かれることとなった。その後も奇行は続いたため、正利が自害すべきことを春日局が示唆するまでとなった。忠利の死後も熊本藩は正利に度々煩わされている。
正利は熊本へ移ってまもなく、身の周りの世話をする女性を所望し、おいわが長崎より呼ばれた。領内の女では正利が処分を解かれて帰る際など、出国の可否で問題を生じかねないため、幕府直轄地の長崎で探すこととしたのである。おいわは正利の気に入るところとなり召し仕えたが、後に暇を出され、惣兵衛の執成しも叶わず熊本の遠い親類に身を寄せた。
その後も、正利は江戸幕府から赦免されることなく約40年にわたって預人のまま続き、延宝4年（1676年）に死去した。

## 正利の子
正利とおいわの間に、三内という男子が寛永16年（1639年）頃に生まれている。
三内の処遇について、慶安2年（1649年）、細川忠利の長男光尚と正利との間で引き取りの相談に関する書簡が何通か交わされている。おいわが暇を出された後、三内は乳人により養育され、明暦元年（1655年）4月、17歳で新宅を構え独立したが、疱瘡（天然痘）を患い、明暦2年（1656年）5月7日に死去した。
正利は刑罰として細川家預かりの身分だったが、二代にわたって預けられる例はなく、すなわち三内は罪人ではない。もし三内が若死にしなければ、稲葉家に引き取られる、もしくは細川家に召し抱えられる、といった相応の処遇がなされたであろうと考えられる。

## 史料
「大日本近世史料 細川家史料 十五」（東京大学史料編纂所編、東京大学出版会刊 ISBN 978-4-13-093015-4）には、肥後預かり中に細川忠利から送られた書状が収録されている。
また、永青文庫より熊本大学に寄託された史料の中に、稲葉正利に関するものが多く残っているという。

## 典拠・脚注
1. 1 2 3 4 5 6 7 8 9 10 11 12 13 14 15  山本博文・小宮木代良、1996年、“所報 - 刊行物紹介「大日本近世史料 細川家史料 十五」”。東京大学史料編纂所報第31号（東京大学史料編纂所 1996年発行）より。 2009-04-26 閲覧。
2. 1 2 3 4 5 6 7 8 9 10 11 12 13 14 15  山本博文、1994年、“身柄「お預け」”。『サムライの掟』（ISBN 978-4-12-203826-4 中公文庫 2001年5月発行）より。初出は THIS IS 読売 94年12月号に掲載の連載記事。